# (13822) Stevedodson
(13822) Stevedodson (1999 VV17) – planetoida z pasa głównego asteroid okrążająca Słońce w ciągu 3,53 lat w średniej odległości 2,32 j.a. Odkryta 2 listopada 1999 roku.